# Freyella fragilissima
Freyella fragilissima är en sjöstjärneart som beskrevs av Percy Sladen 1889. Freyella fragilissima ingår i släktet Freyella och familjen Freyellidae. Inga underarter finns listade i Catalogue of Life.